# RJD2
Ramble John Krohn (Eugene, Oregón, 27 de mayo de 1976), más conocido como RJD2, es un DJ y productor estadounidense.

## Biografía
RJD2 comenzó su andadura musical en Columbus, Ohio como DJ en 1993, con un par de bandejas giradiscos (turntables, platos) que compró a un amigo. Según el mismo su nombre proviene de un amigo suyo que le nombraba como RJD2 en sus rapeos y este nombre se mantuvo. Es una composición de sus dos iniciales (Ramble John) y el D2 añadido por similitud del mítico personaje de la saga de La Guerra de las Galaxias R2D2.
En sus inicios fue parte del grupo MHz de Columbus, siendo el DJ del grupo. Después firmó con el sello "Bobbito Garcia's Fondle 'Em". En 2001 publicó su primera mixtape (mix CD) llamada "Your Face or Your Kneecaps" (distribuido por Bustown Pride).
Un año más tarde, RJ firmó por el famoso sello Definitive Jux del también productor y músico hip hop El-P donde publicó su primer álbum en solitario "Deadringer" en el 2002.
Ese año RJ también colaboró con el rapero Blueprint, formando el proyecto llamado Soul Position con el cual publicaron "Unlimited EP" en 2003 y el LP "8 Million Stories" publicado en el 2003. También en ese año publicó un LP con remixes y colaboraciones de varios MCs sobre sus instrumentales titulado "Loose Ends".
Su segundo larga duración en solitario se llamó "Since We Last Spoke" y fue publicado de la mano de Definitive Jux en 2004. Ya en 2005 publicaría otras compilaciones como "Constant Elevation" o "In Rare Form Unreleased Instrumentals", con instrumentales usadas en algunos temas con MC y otras no publicadas hasta entonces.
Ese año también trabajó con Blueprint en su proyecto Soul Position y lanzaron su tercera publicación "Things Go Better With RJ and Al".
RJ continua colaborando y haciendo temas con raperos independientes como Copywrite, Cunninlynguists, MF DOOM, Diverse y Aceyalone.
Prueba de ello es el LP del 2006 que publicó con Aceyalone "Magnificent City".
Recientemente ha contribuido con un cover del tema "Airbag" de Radiohead para el álbum Exit Music.
Las últimas noticias que se tienen del músico es que ha abandonado el sello con el cual llevaba trabajando estos últimos años Definitive Jux y ha firmado por XL Records, donde tiene intención de seguir un camino alejado del hip hop para centrarse en una música más indie y pop. Se desconoce si este alejamiento es definitivo y si RJ no colaborará más con el mundo del hip hop.
RJD2 ha obtenido bastante éxito y reconocimiento, dentro y fuera del mundo de hip hop. Dentro, como uno de los más originales y hábiles productores y fuera, habiendo sido muchos de sus temas usados en anuncios televisivos y otros medios como videojuegos.
Se le reconoce por su gran habilidad para encontrar sampleos (sobre todo de música jazz, funk, soul o rock de los años 70 y 80) y adecuarlos a un ritmo más potente y actual, creando toda una atmósfera única en sus temas.

## Discografía

### Álbumes en solitario
- Your Face or Your Kneecaps (2001)
- Deadringer (2002)
- Loose Ends (2003)
- Since We Last Spoke (2004)
- Constant Elevation (2005)
- In Rare Form Unreleased Instrumentals (2005)
- Magnificent City Instrumentals (2006)
- The Third Hand (2007)
- The Colossus (2010)
- More Is Than Isn't (2013)

### Colaboraciones
- Pryor Convictions - The Dirty Birds (RJD2 & Poppa Hop) (2000)
- Unlimited EP - Soul Position (RJD2 & Blueprint) (2002)
- 8 Million Stories - Soul Position (RJD2 & Blueprint) (2003)
- RJD2 Meets Diplo from Hollertronix - Diplo (RJD2 & Diplo) (2004)
- Haul & Mason 11th Hour Mega Mix - (Haul & Mason & RJD2)
- Magnificent City - Aceyalone (Aceyalone & RJD2) (2006)
- Things go better with Rj and Al - Soul Position (RJD2 & Blueprint) (2006)

### EP
- The Horror (2003)
- Tin Foil Hat (2009)

### Sencillos
- "Rain"
- "Here's What's Left"
- "Let The Good Times Roll"
- "June" (con Copywrite)
- "1976"
- "Through the Walls"
- "The Horror b/w Final Frontier (Remix)" (con Blueprint, Vast Aire, Aesop Rock & Murs)
- "Ghostwriter (Cat-Gut Edit)"
- "Exotic Talk"
- "Counselling" (con MHz)
- "True Confessions"
- "Get Off My Spaceship Bitch"

## Apariciones
- El tema "Ghostwriter" ha sido sintonía de varios anuncios, como el de la lotería de Washington, la empresa financiera Wells-Fargo, la empresa Anadin de UK o la marca de automóviles Saturn. También es el tema del programa "Inside The NBA" de la cadena TNT (Turner Network Television) y aparece dentro de la banda sonora de los filmes "Prime" y "Wimbledon". También aparece en el vídeo de freestyle de esquí The Hitlist del 2004.
- El tema "The Horror" aparece en el anuncio de Levi's titulado "Moonbathing" que también se emitió en España.
- El tema "Clean Living" aparece en el videojuego "NFL 2K5".
- El tema "Act 2" aparece en el videojuego "NBA 2K5".
- Los temas "Schoolyard Scrimmage Intro" y "Schoolyard Scrimmage Outro" aparecen en la banda sonora del videojuego "NBA 2K6".
- El tema "Good Times Roll Pt. 2" ha aparecido en la radio de EE. UU. WTTW en uno de sus anuncios.
- Los temas: "Welcome To New Radius", "Vandal Squad! Laylo Mix", "Opening Scene", "C.C.K. Turf", "Still Free Crew", "VaNR Turf" and "Hello My Name Is Mr. 9_06" aparecen en el videojuego "Marc Ecko's Getting Up: Contents Under Pressure". Todos los temas excepto "Opening Scene", fueron también incluidos en el CD de la banda sonora del juego que se adquiría con la edición limitada del juego.
- El tema "De L'Alouette" aparece en el anuncio de Adidas José + 10 emitidos durante la Copa Mundial de Fútbol de 2006.
- El tema "Since We Last Spoke" aparece en el vídeo de Mountainbike ROAM del 2006. También aparece en el vídeo de freestyle de esquí The Hitlist del 2004.
- Un pequeño corte del tema instrumental "A Beautiful Mine" es el tema de la cabecera de la serie de televisión Mad Men.
- El tema "Smoke and Mirrors" aparece en Paul Rodríguez's Forecast Video, es usada durante la parte de P-Rod.
- * El tema "Ghostwriter también aparece en el video "MOSAIC" de hábitat skateboards en la parte de Tim O`Conor y Brian Wenning.

## Enlaces
- Sitio oficial Archivado el 17 de febrero de 2020 en Wayback Machine.
- Definitive Jux website
- RJD2 Discografía en Discogs.com
- RJD2 Playlist de The Breezeblock en BBC Radio 1

- Datos: Q1933793
- Multimedia: RJD2 / Q1933793